# 惠來厝 (雲林縣二崙鄉)
惠來厝，是台灣雲林縣二崙鄉的一個傳統地域名稱，位於該鄉中部偏南。相較於今日行政區，其範圍大致包括來惠村不含北部邊界地帶、復興村東南端、崙西村西南部。

## 歷史
台灣清治末期至日治初期，惠來厝地區為一街庄，稱為「惠來厝庄」，隸屬於布嶼堡。該庄北與大義崙庄為鄰，東與二崙仔庄為鄰，南邊為三塊厝庄，西南邊為羅厝庄，西邊為八角亭庄。。
1901年（日治明治三十四年）11月，全台廢縣廳改設二十廳，該庄隸屬於斗六廳。1903年（明治三十六年）6月，該庄編入「油車區」，隸屬於斗六廳。1909年（明治四十二年）10月，合併二十廳為十二廳，油車區改隸屬於嘉義廳。1920年（大正九年），全台地方制度大改正，廢十二廳改設五州二廳，該庄改制為「惠來厝」大字，隸屬於臺南州虎尾郡二崙庄。
戰後二崙庄改制為二崙鄉，隸屬於臺南縣，大字亦改制為村。1950年10月，雲、嘉、南分治，二崙鄉改隸屬雲林縣。

## 聚落
本地區發展較早的聚落有二崙仔後壁、頂庄仔、廍仔、塘仔面、惠來厝、朝來厝、新店厝、打牛湳等，在日治期初期的官方地圖上已有記載。

## 交通
縣道154甲線（仁和路、中山路、中和路）是西螺鎮埔心至崙背的道路，大致以東北東—西南西走向到達本地區東部邊界中央略偏南處，轉西北西再轉西南微西，至打牛湳聚落轉西南西續行以至於本地區西南部邊界出境。由該道路向東北東轉北北東再轉東北繞過二崙市區東南側可前往社口與永定厝交界地帶、社口、埔心南郊並止於縣道154號大彎道路口；向西南西轉西可前往羅厝中北部、崙背市區並止於縣道156號路口。
縣道156號（三和路）是麥寮鄉至莿桐鄉饒平的道路，也是雲林縣主要的橫貫道路之一，大致以西北西—東南東走向轉西向東再轉西北微西—東南微東走向經過本地區南部邊界外不遠處。由該道路向西北西可前往崙背、麥寮等地；向東南微東可前往西螺南部、莿桐並止於縣道154號路口。
鄉道雲18線（紹興路）是湳底寮至下湳的道路，大致以西北西—東南東走向蜿蜒經過本地區中部略偏北地帶。由該道路向西北西可前往八角亭並止於該地區西南部湳底寮聚落西側的鄉道雲15線轉角路口；向東南東可前往二崙、下湳並止於該地區東部近邊界地帶的縣道145號路口。
鄉道雲20線（新店路、惠來路）是崙背至二崙的道路，其東側端點（終點）位於本地區東部近邊界地帶的縣道154甲線轉角路口。由此向西北西大致沿邊界地帶而行，入境後繞大彎轉西南西再繞大彎轉西北西，至惠來厝聚落轉西南蜿蜒而行，經鄉道雲29線起點路口轉西北再轉西南微南，出聚落後直行轉西，至新店仔聚落轉西北西再轉南南西，經田尾大排橋梁出境後，轉西北西可前往羅厝地區北部並止於該地區西部的縣道156號路口。
鄉道雲29線是惠來厝至東畔莊的道路，其北側端點（起點）位於本地區中部惠來厝聚落西南側的鄉道雲20線路口。由此向南行，經縣道154甲線路口轉南微東再轉南，於本地區南部邊界出境後可前往三塊厝、大屯子東北部、大屯子與北溪厝交界地帶並止於縣道158號路口。
鄉道雲30線是頂茄塘至湳仔的道路，大致以北微西—南微東走向經過本地區最東端，並經過縣道154甲線、鄉道雲31線路口。由該道路向北微西經鄉道雲18線路口後轉東北微北可前往二崙、永定厝東南端、社口並止於該地區北部邊界中央地帶外緣的縣道154甲線路口（頂茄塘聚落東郊）；向南微東可前往二崙西南部、田尾地區的湳仔聚落西側並止於縣道156號路口。
鄉道雲31線（民生路）是二崙至十八張犁的道路，大致以北北東—南南西走向到達本地區東南部凸出部分東北角的縣道154甲線路口後，沿該凸出部分的東側邊界而行，經鄉道雲30線路口後續直行以至於本地區東南角出境。由該道路向北北東可前往二崙市區並止於縣道154甲線舊線（中山路）路口；向南南西可前往三塊厝地區東部的十八張犁聚落並止於縣道156號路口。

## 學校
- 來惠國小